# Super Match
Super Match (coreano : 슈퍼 매치 ) é o nome de uma rivalidade futebolística entre dois times de futebol sul-coreanos da Região Metropolitana de Seul , Football Club Seoul e Suwon Samsung Bluewings. É considerado o maior clássico da K League, a maior liga do futebol sul-coreano
A primeira partida foi disputada em 1996. A rivalidade se tornou mais acirrada em 2004, depois que Anyang LG Cheetahs se mudou para Seul e mudou o nome do clube para FC Seul.

## História
Em 1996, as cidades vizinhas de Anyang e Suwon, começaram a hospedar clubes da K League. LG Cheetahs (atualmente FC Seoul ), com sede em Seul entre 1990 e 1995, mudou-se para Anyang sob a política de descentralização na K League. Suwon hospedou o recém-fundado Suwon Samsung Bluewings desde aquele ano.

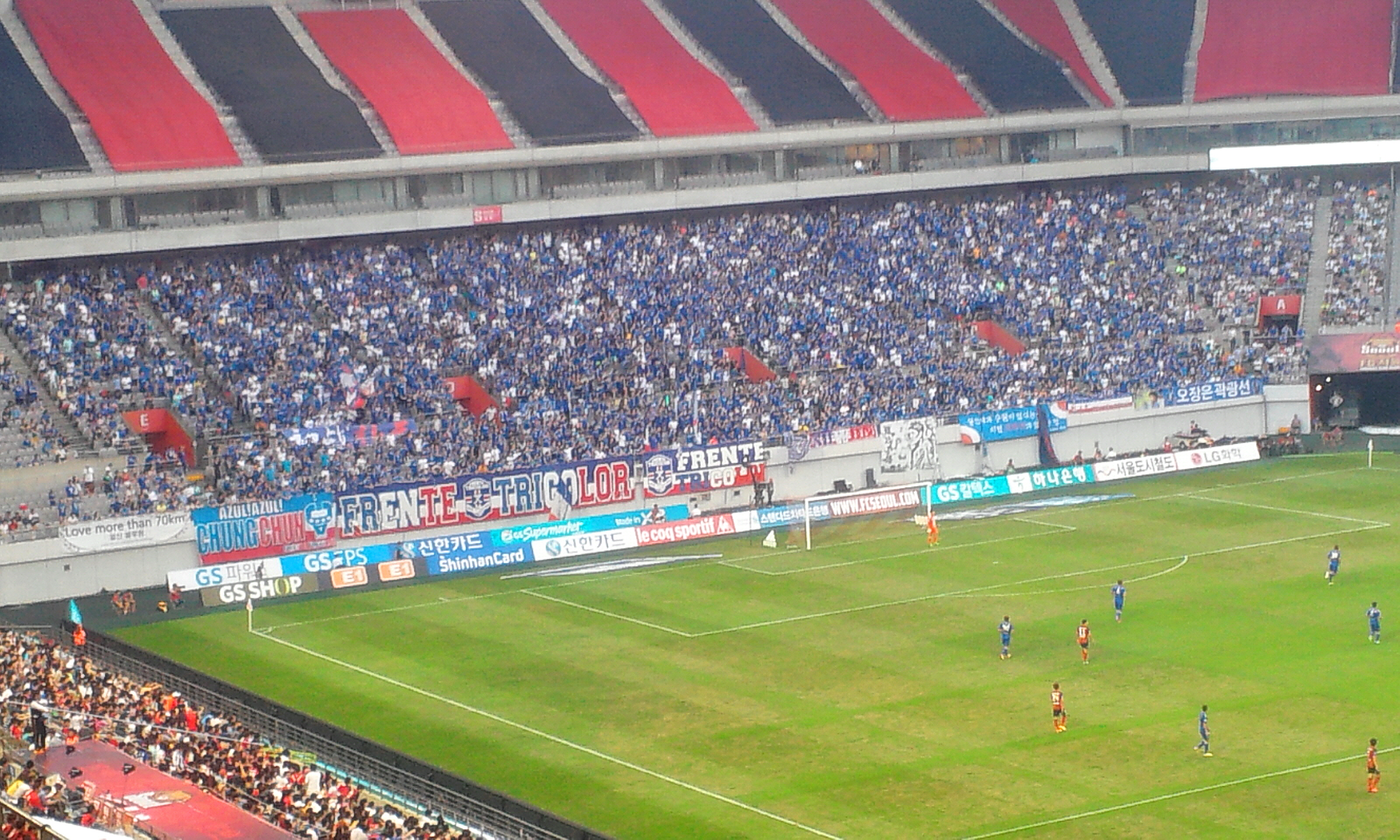
O Super Match sendo realizado no Seul World Cup Stadium

Para o Suwon no início, os principais rivais eram Ulsan Hyundai e Busan IPark , que tiveram confrontos ferozes nas finais da liga em 1996 e 1997. Anyang e Suwon FC se tornaram rivais entre 1998 e 1999, depois que o ex-técnico assistente do Suwon Cho Kwang-rae se juntou à Anyang e o ex-jogador do Anyang Seo Jung-won foi transferido para Suwon após sua curta passagem pelo RC Strasbourg para vencer Anyang por 5–1 na Korean Super Cup de 1999. Também é fato que as empresas-mãe dos clubes (o FC Seoul era propriedade da LG Electronics e o Suwon Samsung Bluewings é propriedade da Samsung) sendo empresas sul-coreanas arqui-rivais no setor industrial, isso impulsionou a rivalidade entre as duas equipes. O confronto recebeu o nome informal de Jijidae Derby em 2003, devido a uma colina na Rota Nacional 1 que conecta duas cidades. 
A rivalidade entre os dois clubes tornou-se mais acirrada depois de 2004, quando Anyang LG Cheetahs voltou para Seul e mudou o nome do clube para FC Seoul.  Desde então, a rivalidade foi promovida fortemente pela liga e pela mídia por razões comerciais, e é oficialmente chamada de "Super Match" desde 2009.

## Dados
- Última atualização: 21 de dezembro de 2024

- Dados de K League também incluem jogos entre Anyang LG Cheeths e Suwon Samsung Bluewings[3]

### Série histórica
| Competição               | Jogos | Vitórias do Seoul | Empates | Vitórias do Suwon | Gols do Seoul | Gols do Suwon |
| ------------------------ | ----- | ----------------- | ------- | ----------------- | ------------- | ------------- |
| K League                 | 85    | 36                | 19      | 30                | 100           | 105           |
| FA Cup                   | 18    | 6                 | 6       | 6                 | 27            | 27            |
| Copa da Liga             | 6     | 1                 | 3       | 2                 | 7             | 9             |
| Supercopa                | 1     | 0                 | 0       | 1                 | 1             | 5             |
| Liga dos Campeões da AFC | 2     | 0                 | 2       | 0                 | 0             | 0             |
| Total                    | 112   | 43                | 30      | 39                | 135           | 146           |

### Maiores artilheiros
| # | Jogador          | Team                    | K League 1 | League Cup | FA Cup | Total |
| - | ---------------- | ----------------------- | ---------- | ---------- | ------ | ----- |
| 1 | Park Chu-young   | FC Seoul                | 6          | 3          | 1      | 10    |
| 2 | Dejan Damjanović | Ambos os times          | 7          | 2          | 0      | 9     |
| 3 | Adam Taggart     | Suwon Samsung Bluewings | 6          | 0          | 0      | 6     |
| 3 | Jung Jo-gook     | FC Seoul                | 5          | 1          | 0      | 6     |
| 3 | Yeom Ki-hun      | Suwon Samsung Bluewings | 4          | 1          | 1      | 6     |
| 3 | Seo Jung-won     | Ambos os times          | 3          | 2          | 1      | 6     |
| 3 | Jung Kwang-min   | FC Seoul                | 2          | 4          | 0      | 6     |
| 3 | Park Kun-ha      | Suwon Samsung Bluewings | 2          | 4          | 0      | 6     |
| 9 | Yun Ju-tae       | FC Seoul                | 5          | 0          | 0      | 5     |
| 9 | Lee Sang-ho      | Ambos os times          | 5          | 0          | 0      | 5     |
| 9 | Adriano          | FC Seoul                | 4          | 0          | 1      | 5     |
| 9 | Choi Yong-soo    | FC Seoul                | 3          | 2          | 0      | 5     |

### Maiores goleadas
| Data                   | Competição           | Resultado        | Local                   |
| ---------------------- | -------------------- | ---------------- | ----------------------- |
| 20 de março de 1999    | Supercopa            | Suwon 5–1 Anyang | Suwon Stadium           |
| 18 de abril de 2015    | Clássico da K League | Suwon 5–1 Seoul  | Suwon World Cup Stadium |
| 21 de julho de 1999    | K League             | Anyang 0–4 Suwon | Changwon Civic Stadium  |
| 13 de novembro de 2002 | K League             | Suwon 4–1 Anyang | Suwon World Cup Stadium |
| 21 de março de 2007    | Copa da Liga         | Seoul 4–1 Suwon  | Seoul World Cup Stadium |
| 14 de julho de 2002    | K League             | Anyang 3–0 Suwon | Anyang Stadium          |
| 23 de outubro de 2005  | K League             | Suwon 0–3 Seoul  | Suwon World Cup Stadium |
| 19 de setembro de 2015 | Clássico da K League | Suwon 0–3 Seoul  | Suwon World Cup Stadium |

### Maiores públicos
| N° | Data                 | Competição           | Público | Local                   | Resultado       |
| -- | -------------------- | -------------------- | ------- | ----------------------- | --------------- |
| 1  | 8 de abril de 2007   | K League             | 55.397  | Seoul World Cup Stadium | Seoul 0–1 Suwon |
| 2  | 6 de março de 2011   | K League             | 51.606  | Seoul World Cup Stadium | Seoul 0–2 Suwon |
| 3  | 8 de agosto de 2012  | K League             | 50.787  | Seoul World Cup Stadium | Seoul 0–2 Suwon |
| 4  | 4 de abril de 2010   | K League             | 48.558  | Seoul World Cup Stadium | Seoul 3–1 Suwon |
| 5  | 18 de junho de 2016  | Clássico da K League | 47.899  | Seoul World Cup Stadium | Seoul 1–1 Suwon |
| 6  | 13 de julho de 2014  | Clássico da K League | 46.549  | Seoul World Cup Stadium | Seoul 2–0 Suwon |
| 7  | 1 de abril de 2012   | K League             | 45.192  | Suwon World Cup Stadium | Suwon 2–0 Suwon |
| 8  | 3 de outubro de 2011 | K League             | 44.537  | Suwon World Cup Stadium | Suwon 1–0 Seoul |
| 9  | 13 de abril de 2008  | K League             | 44.239  | Seoul World Cup Stadium | Seoul 0–2 Suwon |
| 10 | 3 de agosto de 2013  | Clássico da K League | 43.681  | Seoul World Cup Stadium | Seoul 2–1 Suwon |

## Títulos
| FC Seoul      | Competição                      | Suwon Samsung Bluewings |
| ------------- | ------------------------------- | ----------------------- |
| Internacional |                                 |                         |
| 0             | Liga dos Campeões da AFC        | 2                       |
| 0             | Supercopa Asiática (extinto)    | 2                       |
| Nacional      |                                 |                         |
| 6             | K League                        | 4                       |
| 2             | Copa da Liga (extinto)          | 6                       |
| 2             | FA Cup                          | 5                       |
| 1             | Supercopa Sul-coreana (extinto) | 3                       |
| 11            | Total                           | 22                      |